# 広電
株式会社広電（こうでん）は、東京都豊島区東池袋に本社を置く電機メーカーである。電気カーペット・電気マット・電気毛布・あんか・扇風機・スポットクーラー等を取り扱う。電気カーペット・電気毛布・電気あんか・電気マットでは国内市場シェアトップ。

## 概要
業界随一の低い不良率、斬新な製品機構などの開発によって、平成になってからの創業であるにもかかわらず、創業から13年で業界シェアトップを誇るメーカーまでに成長した。KODENのブランドで家電製品が量販店で広く販売されている。同社のブランドとしては他に、高級製品に位置づけられる「Lifon」がある。また、2012年からは工業用扇風機の販売を開始した。

## 所在地
- 本社：東京都豊島区東池袋1丁目32番7号 三井生命池袋ビル
- 大阪営業所：大阪府大阪市西区西本町二丁目5番28号 コスモ西本町ビル
- 福岡営業所：福岡県福岡市博多区博多駅南3-4-30 ユーコウビル
- 鳥取工場：鳥取県鳥取市南吉方3丁目213番地

## 特許
広電は電気カーペットにおいて「接結方式」の特許を取得している。従来の電気カーペットはフェルトとフェルトを貼り付ける際に、接着剤を使用する。しかしこの接結方式では、接結方式では接着剤を一切使わずフェルトとフェルトを密着させる特殊な製法を採用している。この技術によって発熱線が電気カーペットを折りたたんだときに断線しにくい、リサイクルが簡単、電源を切った後も温かさが従来に比べて持続しやすいという特徴がある。

## 沿革
- 1996年4月 - 会社設立 本店豊島区池袋
- 1998年5月 - 福岡出張所開設
- 1999年
  - 4月 - 長野若穂工場稼動
  - 9月 - 大阪出張所開設
- 2002年1月 - 本社所在地を池袋2丁目合田ビルに移転
- 2004年
  - 5月 - 大阪工場稼動
  - 12月 - 中国に無錫工場設立（輸出加工区･･･無錫広佳電子有限公司（100％子会社））
- 2005年5月 - 無錫工場稼動開始
- 2006年
  - 4月 - 福岡市博多区に福岡営業所開設（福岡出張所閉鎖）
  - 11月 - 中国に蘇州工場設立（蘇州広賢電子有限公司（100％子会社））
- 2007年9月 - 大阪市中央区に大阪営業所開設（大阪出張所閉鎖）
- 2008年
  - 6月 - 蘇州工場稼動
  - 9月 - 長野若穂工場閉鎖
- 2011年
  - 1月 - 本社所在地を東池袋1丁目三井生命池袋ビルに移転
  - 4月 - 無錫広佳電子有限公司清算結了
- 2012年12月 - ベトナムに KOKEN VIETNAM CO.,LTD. を設立（100％子会社）
- 2013年6月 - 鳥取県鳥取市に株式会社ライフオンを設立（100％子会社）
- 2015年5月 - ベトナム工場稼働
- 2017年
  - 10月 - ベトナム工場拡張工事完了
  - 11月 - 大阪営業所所在地を大阪市西区に移転